# Davide Cocco Palmieri
Davide Cocco Palmieri (Pescocostanzo, 1º marzo 1632 – Malta, 19 settembre 1711) è stato un vescovo cattolico italiano.

## Biografia
Cocco Palmieri nacque nell'Italia meridionale nel marzo 1632.
Ordinato sacerdote del Sovrano Militare Ordine di Malta il 24 febbraio 1657, il 15 maggio 1684 fu nominato vescovo da papa Innocenzo XI, che lo assegnò alla diocesi maltese, quale successore di Miguel Jerónimo de Molina che due anni prima era stato trasferito nella diocesi di Lérida, in Spagna.
Profondamente stimato dal Gran Maestro dell'Ordine Alof de Wignacourt, durante il suo ministero episcopale Palmieri si oppose ai privilegi dell'Inquisizione Romana, affrontando senza remore i casi di errore dei cavalieri. Nella diocesi di Gozo fondò le parrocchie di Sannat, Nadur, Xagħra, Żebbuġ, occupandosi nel 1693 della ricostruzione post-terremoto della cattedrale di Mdina.
Morì il 19 settembre 1711, dopo 23 anni di episcopato.